# 托卡里夫卡 (沃茲涅先斯克區)
47°18′11″N 31°0′45″E / 47.30306°N 31.01250°E

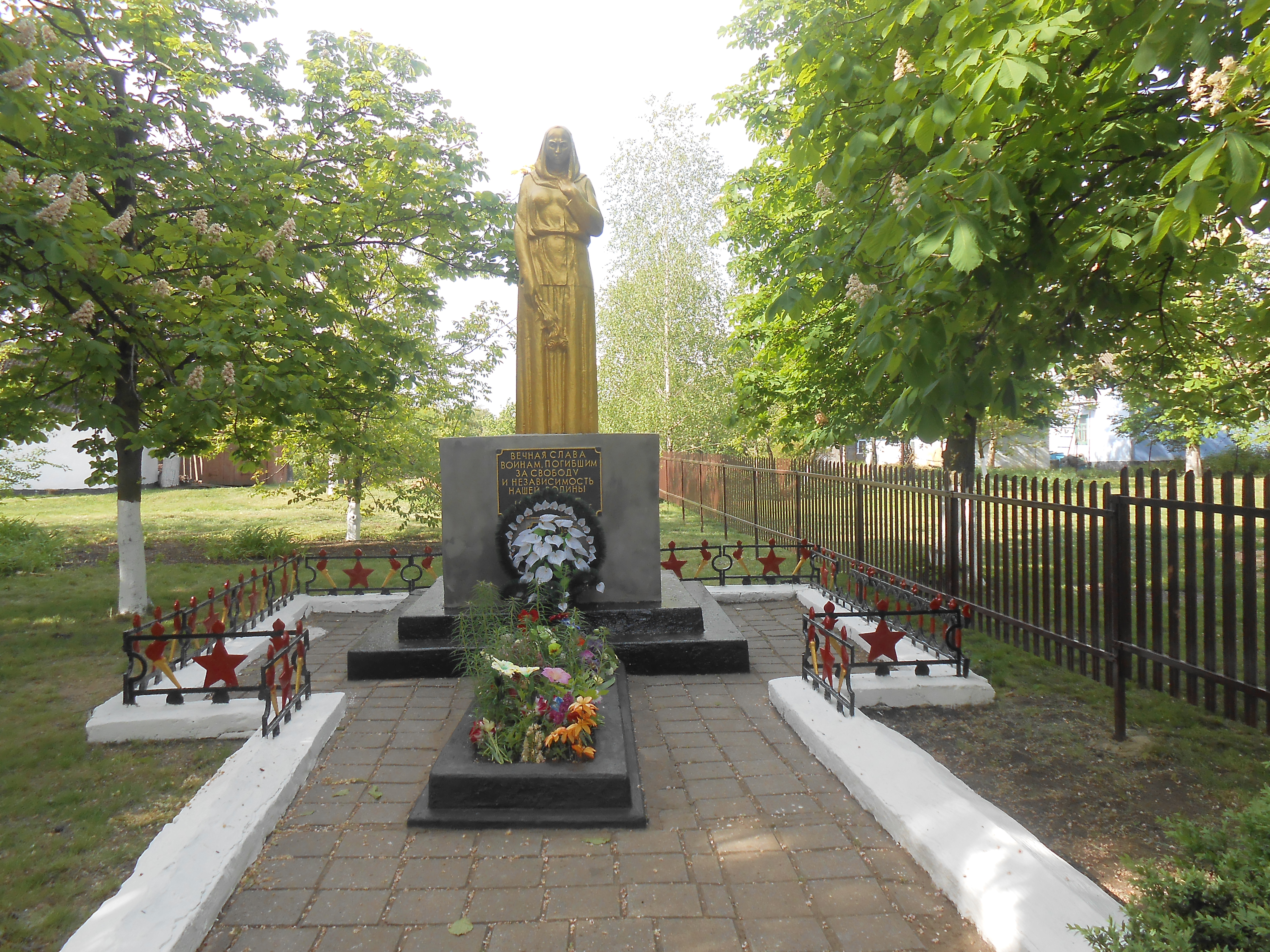
悲伤母亲纪念碑

托卡里夫卡（羅馬化：Tokarivka），2016年前名為庫德里亞夫齊夫卡（羅馬化：Kudriavtsivka），是位於烏克蘭南部的村庄，由尼古拉耶夫州沃茲涅先斯克區韋塞利諾韋市鎮負責管轄，始建於1910年，面積1.56平方公里，2011年人口2,077，人口密度每平方公里1,331.4人。

## 历史
托卡里夫卡最初名为科洛索夫卡，因为它是科洛索娃公主的庄园。1920年，它被更名为库德里亚夫采夫卡，以纪念1917年十月革命后负责当地土地重新分配的布尔什维克人士库德里亚夫采夫。1976年，库德里亚夫采夫卡被授予市级镇地位。
2016年5月19日，乌克兰最高拉达通过决定，将库德里亚夫采夫卡更名为托卡里夫卡。2024年1月26日，一项新法律生效，废除了市级镇的地位，托卡里夫卡成为镇。2024年10月11日，乌克兰内阁通过决议将托卡里夫卡降为村庄。